# エミリアーノ・インスア
エミリアーノ・アドリアン・インスーア・サパタ（Emiliano Adrian Insúa Zapata, 1989年1月7日 - ）は、アルゼンチン・ブエノスアイレス出身の元サッカー選手。現役時代のポジションはディフェンダー（左サイドバック）。

## 経歴

### クラブ
アルゼンチンのボカ・ジュニアーズでキャリアをスタートさせる。デビュー後その才能から「ロベルト・アジャラの後継者」と言われるようになる。
2007年1月1日にリヴァプールFCにレンタル移籍し、シーズン終了後に完全移籍した。2008-09シーズンにはアンドレア・ドッセーナの不振も手伝って出場機会を増やし、2009-10シーズンはファビオ・アウレリオの度重なる負傷により左SBのレギュラーポジションを獲得したが、同時に経験不足も露呈しクラブの不振の要因のひとつと言われることもあった。2010年夏にはイタリアのACFフィオレンティーナへの移籍が噂されたが、8月31日にトルコのガラタサライSKにレンタル移籍した。
2011年8月27日、ポルトガルのスポルティングCPへ完全移籍。2013年1月25日にスペインのアトレティコ・マドリードに完全移籍した。2014年9月1日、1シーズンのレンタルでラージョ・バジェカーノに加入した。
2015年7月11]、ドイツ・ブンデスリーガのVfBシュトゥットガルトへ2018年6月までの3年契約で完全移籍した。2018年5月、契約を2020年6月まで2年間延長した。
2020年1月2日、メジャーリーグサッカーのロサンゼルス・ギャラクシーへ完全移籍した。

### 代表
2007 FIFA U-20ワールドカップに招集され、アルゼンチン代表の全試合に出場した。2009年ペルー代表戦でA代表デビューした。

## タイトル

### クラブ
リヴァプールFC
- プレミアリザーブリーグ : 2007-08

アトレティコ・マドリード
- プリメーラ・ディビシオン : 2013-14
- コパ・デル・レイ : 2012-13
- スーペルコパ・デ・エスパーニャ : 2014

VfBシュトゥットガルト
- 2. ブンデスリーガ : 2016-17

### 代表
U-20アルゼンチン代表
- FIFA U-20ワールドカップ : 2007